# Алпамайо
Алпамайо (исп. Nevado Alpamayo) — одна из самых высоких вершин хребта Кордильера-Бланка в системе перуанских Анд.
Представляет собой покрытую льдом пирамиду с очень крутыми склонами (около 60 градусов). Входит в самый северный горный массив Кордильера-Бланка — массив Санта-Круз. Хотя этот пик немного ниже соседних, его отличает необычная форма и строгая красота. Южную и северную вершины Алпамайо разделяет узкий карниз.
Имя горе дала одноимённая деревня, название которой с языка кечуа переводится как «мутная река», а сама гора на кечуа называется Shuyturahu (shuytu = узкий, длинный; rahu = снежная гора, ледник). В июле 1966 года фотография вершины, сделанная американским фотографом Лейем Ортенбургером, была опубликована в немецком журнале «Alpinismus». Читатели журнала назвали Алпамайо «Самой красивой горной вершиной в мире».

## История восхождений и маршруты
Французско-бельгийская экспедиция, включавшая Жоржа Когана и Клод Коган, впервые взошла на вершину в 1951 году. Немецкая команда в составе Г. Хаузера, Ф. Кнаусса. Б. Хуна, Х. Вайдманна после изучения фотографий в книге Георга Когана «Восхождение на Алпамайо» (The Ascent of Alpamayo), пришла к выводу, что первовосходители не достигли настоящей вершины, и таким образом их восхождение по северному хребту в 1957 году стало первым.
Наиболее популярный маршрут, известный под названием «маршрут Феррари», пролегает по юго-западному склону и начинается от деревни Кашапампа (Cashapampa). Он открыт в 1975 году группой итальянских альпинистов во главе с Казимиро Феррари. Кроме этого маршрута, есть, как минимум, ещё двенадцать. С вершины открываются захватывающие виды на ледяные склоны хребтов Кордильера-Бланка.